# Verena Sailer
Verena Sailer  (n. 16 octombrie 1985, Illertissen, Bavaria, Germania) este o fostă atletă germană.

## Carieră
Verena Sailer a devenit în anul 2003 și 2004 campioană națională la juniori, la proba de 100 m plat. La Campionatul European de juniori din 2003, a ocupat locul 6, în 2004 locul 5, iar în 2005 a câștigat medalia de bronz la proba de alergări 100 m și argint la ștafetă 4x100 m. În anii 2006 și 2007 a devenit campioană națională la 100 m și vicecampioană la alergare 60 m în sală. La Campionatul European din 2006, din Göteborg a ajuns până în semifinală, iar la campionatul european de tineret din 2007 a câștigat medalia de aur la alergare 100 m și argint la ștafetă 4x100 m. La Campionatul Mondial de atletism din Osaka a ocupat locul 7 la ștafetă 4x100 m. 
La Campionatul European în sală din 2009 de la Torino a câștigat medalia de bronz la proba de 60 m. Recordul ei personal l-a stabilit în anul 2009 în Ulm, unde a aleargat 100 m în 11,18 sec. În același an a obținut medalia de bronz la Campionatul Mondial de la Berlin cu ștafeta de 4×100 m.
La Campionatul European din 2010 din Barcelona, a câștigat medalia de aur devenind campioană europeană la proba de 100 m plat. În anul 2012 a obținut medalia de aur cu ștafeta de 4×100 m la Campionatul European de la Helsinki. La Campionatul European în sală din 2015 de la Praga a câștigat medalia de bronz la proba de 60 m.
Verena Sailer are o înălțime de 1,67 m și cântărește 57 kg. A studiat la școala superioară pentru manageri sportivi din Erding.

## Competiții internaționale
| An   | Competiție                               | Locație                    | Loc | Eveniment | Note  |
| ---- | ---------------------------------------- | -------------------------- | --- | --------- | ----- |
| 2003 | Campionatul European de Juniori (sub 20) | Tampere, Finlanda          | 6   | 100 m     | 11,82 |
| 2003 | Campionatul European de Juniori (sub 20) | Tampere, Finlanda          | NT  | 4x100 m   | –     |
| 2004 | Campionatul Mondial de Juniori (sub 20)  | Grosseto, Italia           | 5   | 100 m     | 11,49 |
| 2004 | Campionatul Mondial de Juniori (sub 20)  | Grosseto, Italia           | DS  | 4x100 m   | –     |
| 2005 | Campionatul European de Tineret (sub 23) | Erfurt, Germania           | 3   | 100 m     | 11,53 |
| 2005 | Campionatul European de Tineret (sub 23) | Erfurt, Germania           | 2   | 4x100 m   | 44,89 |
| 2006 | Campionatul European                     | Göteborg, Suedia           | 15  | 100 m     | 11,61 |
| 2006 | Campionatul European                     | Göteborg, Suedia           | NT  | 4x100 m   | –     |
| 2007 | Campionatul European în sală             | Birmingham, Marea Britania | 13  | 60 m      | 7,32  |
| 2007 | Campionatul European de Tineret (sub 23) | Debrețin, Ungaria          | 1   | 100 m     | 11,66 |
| 2007 | Campionatul European de Tineret (sub 23) | Debrețin, Ungaria          | 2   | 4x100 m   | 43,75 |
| 2007 | Campionatul Mondial                      | Osaka, Japonia             | 24  | 100 m     | 11,43 |
| 2007 | Campionatul Mondial                      | Osaka, Japonia             | 7   | 4x100 m   | 43,51 |
| 2008 | Campionatul Mondial în sală              | Valencia, Spania           | 13  | 60 m      | 7,28  |
| 2008 | Jocurile Olimpice                        | Beijing, China             | 4   | 4x100 m   | 43,28 |
| 2009 | Campionatul European în sală             | Torino, Italia             | 3   | 60 m      | 7,22  |
| 2009 | Campionatul Mondial                      | Berlin, Germania           | 11  | 100 m     | 11,24 |
| 2009 | Campionatul Mondial                      | Berlin, Germania           | 3   | 4x100 m   | 42,87 |
| 2010 | Campionatul European                     | Barcelona, Spania          | 1   | 100 m     | 11,10 |
| 2010 | Campionatul European                     | Barcelona, Spania          | DS  | 4x100 m   | –     |
| 2012 | Campionatul European                     | Helsinki, Finlanda         | 6   | 100 m     | 11,42 |
| 2012 | Campionatul European                     | Helsinki, Finlanda         | 1   | 4x100 m   | 42,51 |
| 2012 | Jocurile Olimpice                        | Londra, Marea Britania     | 15  | 100 m     | 11,25 |
| 2012 | Jocurile Olimpice                        | Londra, Marea Britania     | 5   | 4x100 m   | 42,67 |
| 2013 | Campionatul European în sală             | Göteborg, Suedia           | 7   | 60 m      | 7,16  |
| 2013 | Campionatul Mondial                      | Moscova, Rusia             | 10  | 100 m     | 11,16 |
| 2013 | Campionatul Mondial                      | Moscova, Rusia             | 4   | 4x100 m   | 42,90 |
| 2014 | Campionatul Mondial în sală              | Sopot, Polonia             | 8   | 60 m      | 7,18  |
| 2014 | Ștafetele Mondiale                       | Nassau, Bahamas            | 6   | 4×100 m   | 43,38 |
| 2014 | Campionatul European                     | Zürich, Elveția            | 10  | 100 m     | 11,24 |
| 2014 | Campionatul European                     | Zürich, Elveția            | NT  | 4x100 m   | –     |
| 2015 | Campionatul European în sală             | Praga, Cehia               | 3   | 60 m      | 7,09  |
| 2015 | Ștafetele Mondiale                       | Nassau, Bahamas            | NT  | 4x100 m   | –     |
| 2015 | Campionatul Mondial                      | Beijing, China             | 30  | 100 m     | 11,41 |
| 2015 | Campionatul Mondial                      | Beijing, China             | 5   | 4x100 m   | 42,64 |

## Recorduri personale
| Probă        | Performanță | Dată          | Locație  |
| ------------ | ----------- | ------------- | -------- |
| 100 m        | 11,02 s     | 2 august 2013 | Weinheim |
| 60 m în sală | 7,08 s      | 8 martie 2015 | Praga    |